# Tengen 1990
Il Tengen 1990 è stata la sedicesima edizione del torneo goistico giapponese Tengen. 

## Svolgimento
- W indica vittoria col bianco
- B indica vittoria col nero
- X indica la sconfitta
- +R indica che la partita si è conclusa per abbandono
- +N indica lo scarto dei punti a fine partita
- +F indica la vittoria per forfeit
- +T indica la vittoria per timeout
- +? indica una vittoria con scarto sconosciuto
- V indica una vittoria in cui non si conosce scarto e colore del giocatore

### Torneo
|  | Primo turno          | Primo turno |  |  | Secondo turno     | Secondo turno |                  |                   | Terzo turno | Terzo turno |  |  | Semifinale | Semifinale |  |  | Finale | Finale |
|  |                      |             |  |  |                   |               |                  |                   |             |             |  |  |            |            |  |  |        |        |
|  | Kunio Oyama          | W+R         |  |  |                   |               |                  |                   |             |             |  |  |            |            |  |  |        |        |
|  | Masahiro Takabayashi |             |  |  | Kunio Oyama       |               |                  |                   |             |             |  |  |            |            |  |  |        |        |
|  | Hiroshi Yamashiro    | W+R         |  |  | Hiroshi Yamashiro | W+3,5         |                  |                   |             |             |  |  |            |            |  |  |        |        |
|  | Cho Chikun           |             |  |  |                   |               |                  | Hiroshi Yamashiro |             |             |  |  |            |            |  |  |        |        |
|  | Hideyuki Fujisawa    | B+R         |  |  | Hideyuki Fujisawa | B+3,5         |                  |                   |             |             |  |  |            |            |  |  |        |        |
|  | Masaharu Sato        |             |  |  | Hideyuki Fujisawa | B+2,5         |                  |                   |             |             |  |  |            |            |  |  |        |        |
|  | Naoto Hikosaka       | W+R         |  |  | Naoto Hikosaka    |               |                  |                   |             |             |  |  |            |            |  |  |        |        |
|  | Hirotaka Sanno       |             |  |  |                   |               |                  | Hideyuki Fujisawa |             |             |  |  |            |            |  |  |        |        |
|  | Yuichi Sonoda        | B+R         |  |  | Yuichi Sonoda     | B+4,5         |                  |                   |             |             |  |  |            |            |  |  |        |        |
|  | Norimoto Yoda        |             |  |  | Yuichi Sonoda     | B+R           |                  |                   |             |             |  |  |            |            |  |  |        |        |
|  | Goro Miyazawa        | W+R         |  |  | Goro Miyazawa     |               |                  |                   |             |             |  |  |            |            |  |  |        |        |
|  | Kaei Chin            |             |  |  |                   |               | Yuichi Sonoda    | W+R               |             |             |  |  |            |            |  |  |        |        |
|  | Tetsuya Kiyonari     | B+1,5       |  |  | Tetsuya Kiyonari  |               |                  |                   |             |             |  |  |            |            |  |  |        |        |
|  | Hideo Otake          |             |  |  | Tetsuya Kiyonari  | B+R           |                  |                   |             |             |  |  |            |            |  |  |        |        |
|  | Shuzo Awaji          | B+R         |  |  | Shuzo Awaji       |               |                  |                   |             |             |  |  |            |            |  |  |        |        |
|  | Yutaka Shiraishi     |             |  |  |                   |               |                  | Yuichi Sonoda     |             |             |  |  |            |            |  |  |        |        |
|  | Kōichi Kobayashi     | B+R         |  |  | Kōichi Kobayashi  | B+R           |                  |                   |             |             |  |  |            |            |  |  |        |        |
|  | Hidehito Nakamura    |             |  |  | Kōichi Kobayashi  | W+4,5         |                  |                   |             |             |  |  |            |            |  |  |        |        |
|  | Takeshi Sakai        | B+R         |  |  | Takeshi Sakai     |               |                  |                   |             |             |  |  |            |            |  |  |        |        |
|  | Yoshitaka Ushikubo   |             |  |  |                   |               | Kōichi Kobayashi | W+2,5             |             |             |  |  |            |            |  |  |        |        |
|  | Toshiya Imamura      | W+R         |  |  | Toshiya Imamura   |               |                  |                   |             |             |  |  |            |            |  |  |        |        |
|  | Hajime Tokimoto      |             |  |  | Toshiya Imamura   | W+R           |                  |                   |             |             |  |  |            |            |  |  |        |        |
|  | Hironari Nakano      | B+R         |  |  | Hironari Nakano   |               |                  |                   |             |             |  |  |            |            |  |  |        |        |
|  | Yasuhiko Onda        |             |  |  |                   |               | Kōichi Kobayashi | B+R               |             |             |  |  |            |            |  |  |        |        |
|  | Shuzo Ohira          | W+R         |  |  | Shuzo Ohira       |               |                  |                   |             |             |  |  |            |            |  |  |        |        |
|  | Eio Sakata           |             |  |  | Shuzo Ohira       | W+1,5         |                  |                   |             |             |  |  |            |            |  |  |        |        |
|  | Satoshi Yuki         | B+2,5       |  |  | Satoshi Yuki      |               |                  |                   |             |             |  |  |            |            |  |  |        |        |
|  | Meiko Tei            |             |  |  |                   |               | Shuzo Ohira      | [ 1 ]             |             |             |  |  |            |            |  |  |        |        |
|  | Yasumasa Hane        | W+11,5      |  |  | bye               |               |                  |                   |             |             |  |  |            |            |  |  |        |        |
|  | Toshio Kori          |             |  |  | Yasumasa Hane     | [ 1 ]         |                  |                   |             |             |  |  |            |            |  |  |        |        |
|  | Isamu Haruyama       | B+2,5       |  |  | Isamu Haruyama    |               |                  |                   |             |             |  |  |            |            |  |  |        |        |
|  | Shoji Hashimoto      |             |  |  |                   |               |                  |                   |             |             |  |  |            |            |  |  |        |        |

### Finale
La finale è una sfida al meglio delle cinque partite. Il detentore Rin Kaiho ha affrontato lo sfidante scelto attraverso il processo di selezione.